# Уотърлу (град, Орегон)
Уотърлу (на английски: Waterloo) е град в окръг Лин, щата Орегон, САЩ. Уотърлу е с население от 239 жители (2000) и обща площ от 0,4 km². Намира се на 122,5 m надморска височина.